# HMS Intrepid (D10)
HMS Intrepid (D10) là một tàu khu trục lớp I được Hải quân Hoàng gia Anh Quốc chế tạo ngay trước Chiến tranh Thế giới thứ hai, và đã phục vụ trong cuộc chiến tranh cho đến khi bị máy bay ném bom Đức Junkers Ju 88 đánh chìm trong biển Aegean năm 1943.

## Thiết kế và chế tạo
Intrepid được đặt hàng vào ngày 30 tháng 10 năm 1935 cho hãng J. Samuel White tại Cowes, đảo Wight trong Chương trình Chế tạo Hải quân 1935. Nó được đặt lườn vào ngày 13 tháng 1 năm 1936 và được hạ thủy vào ngày 17 tháng 12 năm 1936.
Intrepid có trọng lượng choán nước tiêu chuẩn 1.370 tấn Anh (1.390 t), và lên đến 1.888 tấn Anh (1.918 t) khi đầy tải. Con tàu có chiều dài chung 323 foot (98,5 m), mạn thuyền rộng 33 foot (10,1 m) và chiều sâu của mớn nước là 12 foot 5 inch (3,8 m). Nó được cung cấp động lực bởi hai turbine hơi nước hộp số Parsons, dẫn động hai trục chân vịt, cung cấp một công suất tổng cộng 34.000 mã lực càng (25.000 kW) và cho phép có được tốc độ tối đa 36 hải lý trên giờ (67 km/h; 41 mph). Hơi nước được cung cấp cho các turbine bởi ba nồi hơi ống nước Admiralty 3 nồi. Nó mang theo tổng cộng 470 tấn Anh (480 t) dầu đốt, cho phép một tầm xa hoạt động 5.530 hải lý (10.240 km; 6.360 mi) khi di chuyển ở tốc độ đường trường 15 hải lý trên giờ (28 km/h; 17 mph). Thủy thủ đoàn của con tàu gồm 145 sĩ quan và thủy thủ trong thời bình.
Con tàu được trang bị bốn khẩu pháo QF 4,7 in (120 mm) Mk. IX 45-calibre trên các bệ nòng đơn. Cho mục đích phòng không, Intrepid có hai khẩu đội súng máy Vickers 0,5 inch (12,7 mm) Mk.I bốn nòng. Nó còn có hai dàn 5 ống phóng ngư lôi trên mặt nước dành cho ngư lôi 21 in (530 mm). Một đường ray thả mìn sâu cùng hai máy phóng được trang bị, và ban đầu có 30 quả mìn sâu được mang theo, nhưng được tăng lên 35 quả không lâu sau khi chiến tranh nổ ra.

## Lịch sử hoạt động
Trong Thế Chiến II, Intrepid cùng với các tàu khu trục chị em HMS Ivanhoe và HMS Inglefield từng tấn công và đánh chìm tàu ngầm Đức U-45 về phía Tây Nam Ireland vào ngày 14 tháng 10 năm 1939. Nó cũng từng tham gia cuộc truy đuổi thiết giáp hạm Bismarck vào tháng 5 năm 1941, rồi tham gia Chiến dịch Pedestal hộ tống một đoàn tàu vận tải đi đến Malta vào tháng 8 năm 1942.
Intrepid được thị trấn Uxbridge đỡ đầu vào năm 1942 cho một chiến dịch quyên góp gây quỹ đài thọ cho chi phí của con tàu.

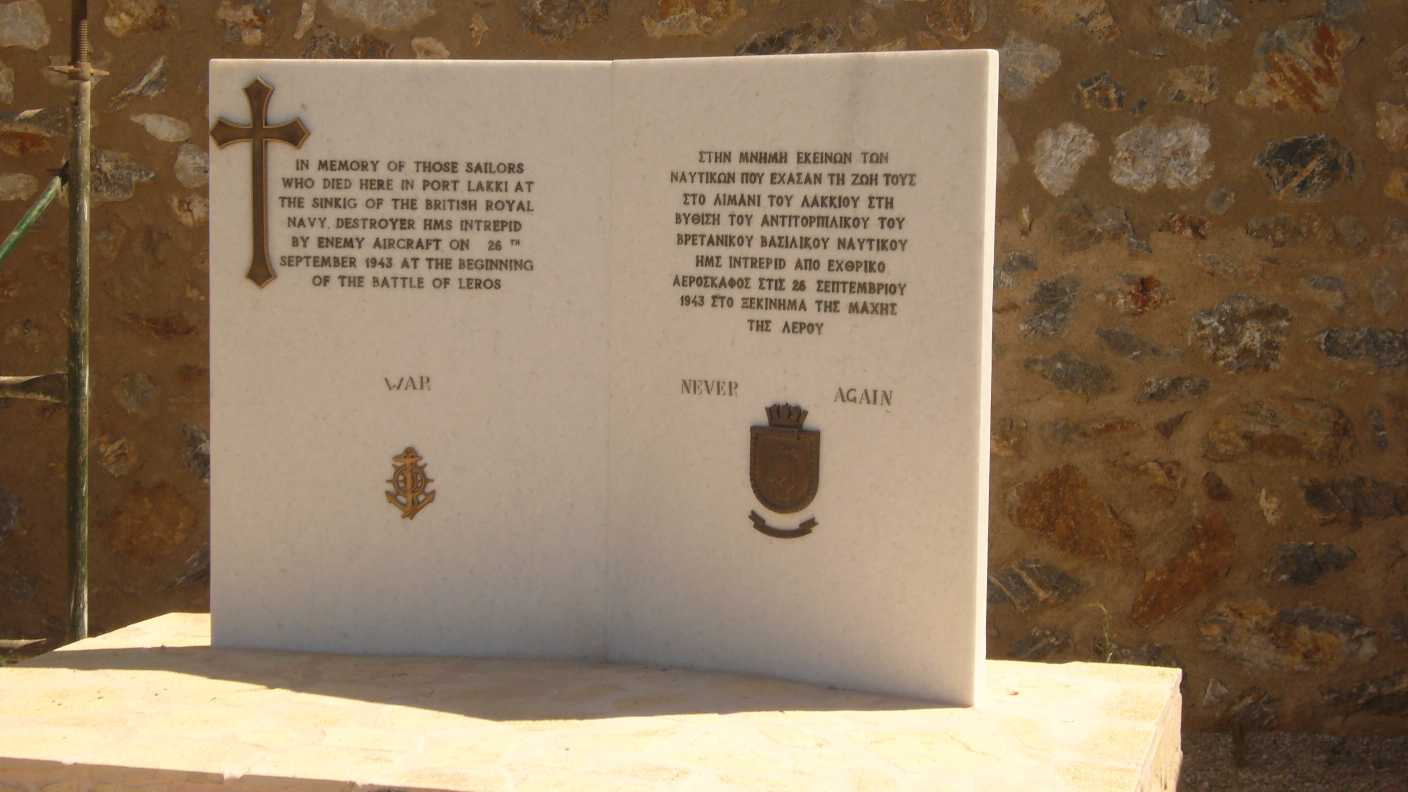
Bia tưởng niệm thủy thủ đoàn của HMS Intrepid tại cảng Lakki

Trong trận Leros, Intrepid bị máy bay ném bom Junkers Ju 88 của Đức tấn công và đánh chìm trong cảng Leros trong vùng biển Aegean vào ngày 27 tháng 9 năm 1943, ở tọa độ 37°7′B 26°51′Đ / 37,117°B 26,85°Đ. Đây là chiếc tàu chiến Anh thứ hai bị mất dưới quyền chỉ huy của Trung tá Hải quân Charles de Winton Kitcat trong chiến tranh. Kitcat đã chỉ huy chiếc tàu chị em HMS Imperial khi nó bị mất đang lúc triệt thoái binh lính khỏi đảo Crete năm 1941.